# Колесніченко Михайло Якович
Колесниченко Михайло Якович (нар. 1899, село Амурці, Ананьївський повіт, Херсонська губернія, Російська імперія – пом. 2 жовтня 1938, Москва, СРСР) – радянський військовий діяч, комбриг (1935). Соратник Г. І. Котовського, командир більшовицьких каральних загонів під час Тамбовського повстання.

## Біографія
Народився у селянській родині. У 1918 році вступив до Червоної Армії. Під час радянсько-української війни командував взводом у 2-му кавалерійському полку бригади Котовського. Активний учасник придушення Тамбовського повстання.
Закінчив кавалерійські курси удосконалення командного складу РСЧА (1930). У 1932—1935 роках – командир і комісар 3-го механізованого полку. З травня 1935 року командував 12-ю механізованою бригадою Київського військового округу.
Заарештований 10 травня 1938 року. Розстріляний за участь у «військово-фашистській змові». Посмертно реабілітований.

## Нагороди
- Орден Леніна (1935)
- Два ордени Червоного Прапора (1923, 1924)